# Harper County (Kansas)
Harper County je okres ve státě Kansas v USA. K roku 2010 zde žilo 6 034 obyvatel. Správním městem okresu je Anthony. Celková rozloha okresu činí 2 080 km².